# GdeEtotDom
GdeEtotDom es un servicio de fotografías en 360° que apareció en marzo de 2008. Actualmente tiene la opción de ver más de 62 ciudades Rusas. Durante algo más de 2 años, los técnicos de GdeEtotDom fotografiaron más de 17.000km de carreteras. Este servicio también se ha creado para poder vender o alquilar más de 140.000 apartamentos y casas en las ciudades fotografiadas.
En el año 2010, el servicio también se ha adentrado en algunos edificios como teatros o centros comerciales.

## Datos
Los coches utilizados por el programa están equipados con 5 cámaras con la lente de ojo de pez. La altura de las cámaras están a 2,1 metros de altura montadas sobre la baca del techo. Desde esta altura, proporcionan una buena visión para poder ver los edificios en venta o alquiler.

## Ciudades
| Ciudad           |
| ---------------- |
| Astrakán         |
| Belgrado         |
| Chéjov           |
| Cheliabinski     |
| Ekaterimburgo    |
| Kazán            |
| Krasnaya Polyana |
| Krasnodar        |
| Krasnoyarsk      |
| Lipetsk          |
| Lobnya           |
| Moscú            |
| Noginsk          |
| Novorisisk       |
| Omsk             |
| Orenburg         |
| Rostov Na Donu   |
| Samara           |
| San Petersburgo  |
| Sarátov          |
| Sevastropool     |
| Sochi            |
| Tula             |
| Uta              |
| Vorónezh         |